# Emil Boyson
Carl Emil Steen Boyson (Bergen, 4 settembre 1897 – Oslo, 2 giugno 1979) è stato uno scrittore, poeta e traduttore norvegese.

## Biografia
Carl Emil Steen Boyson nacque in una famiglia benestante a Bergen. Era figlio del giurista Immanuel Boysen (1854-1921) e di Christine Steen (1869-1905). Poiché il padre si spostava spesso per lavoro, trascorse l'infanzia e l'adolescenza in diverse località norvegesi, tra cui Trondheim, Røros e, dal 1913, Kristiania (l'odierna Oslo). Studiò alla Scuola cattedrale di Oslo, dove si diplomò nel 1917.
Fece il suo esordio come scrittore nel 1920 con Åpning til regnbuen, pubblicato con lo pseudonimo di "Karl Snemo", cominciando a firmare le sue opere con il proprio nome soltanto nel 1927 con Sommertørs. Divenne famoso soprattutto per la sua poesia, scritta in uno stile modernista, con un linguaggio diverso da quello quotidiano, seppur mantenendo spesso forme metriche tradizionali.
Insieme a Asbjørn Aarnes, che lo candidò al Premio Nobel per la letteratura per due volte, nel 1967 e nel 1969,  curò un'antologia di letteratura norvegese, Norsk poesi fra Henrik Wergeland til Nordahl Grieg. En antolog, pubblicata da Gyldendal nel 1961. L'antologia copriva oltre un secolo di letteratura norvegese, dai primi scritti di Henrik Wergeland alle ultime opere di Nordahl Grieg; i capitoli presentavano le opere di ventiquattro autori, tra cui Bjornstjerne Bjornson, Sigrid Undset e Knut Hamsun.
Nel 1923 Boyson sposò a Berlino l'artista Friedel Schatz (1897-1975); i due avrebbero vissuto spesso separati fino al 1963, quando si stabilirono definitivamente a Oslo. 

## Opere
- Åpning til regnbuen (1920)
- Sommertørst: En historie (1927)
- Skumring mellom søiler (1932)
- Varsler og møter  (1934)
- Tegn og tydning (1935)
- Yngre herre på besøk: En fabel  (1936)
- Vandring mot havet: En prosa-diktning  (1937)
- Gjemt i mørket (1939)
- Sjelen og udyret  (1946)
- Gjenkjennelse,(1957)
- Utvalgte dikt  (1959)
- 70 dikt  (1974)
- Før sporene slettes: dagbok  (1981), illustrato da Kåre Tveter

## Premi
- Gyldendal's Endowment - 1946
- Premio Dobloug -1956
- Premio della critica norvegese per la letteratura,1957
- Riksmålsforbundets litteraturpris - 1959
- Gyldendal's Endowment - 1974